# Gaya Remaja
 (février 2024).
Si vous disposez d'ouvrages ou d'articles de référence ou si vous connaissez des sites web de qualité traitant du thème abordé ici, merci de compléter l'article en donnant les références utiles à sa vérifiabilité et en les liant à la section « Notes et références ».
Albums de Anggun, Erick van Houten, Marty S. & Riza Zr., Iiep A.R...
Dunia Aku Punya (Anggun)
(1986) Anak Putih Abu-Abu (Anggun)
(1991)
Compilations par Anggun
Di Kota Mati
(1990) Open Hearts
(2002)
Gaya Remaja est une compilation indonésienne paru en 1991.
Elle rassemble plusieurs artistes qui chantent un morceau chacun : Anggun, Erick van Houten, Marty S. & Riza Zr., Iiep A.R., Neden Julia, Fedra Veronica, Rifan Napitupulu, Nita Purnama, Andy Liany et Elvira Anggoman.

## Liste des titres
| 1.  | Gaya Remaja       | Anggun              | 4:17 |
| 2.  | Ingin Ku Mencoba  | Erick van Houten    | 4:39 |
| 3.  | Pusara Cinta      | Marty S. & Riza Zr. | 3:39 |
| 4.  | TerJerat          | Iiep A.R.           | 4:45 |
| 5.  | Gelap             | Neden Julia         | 5:47 |
| 6.  | Lentera Malam     | Fedra Veronica      | 4:09 |
| 7.  | Asmaraku Asmaramu | Rifan Napitupulu    | 4:13 |
| 8.  | Sirna             | Nita Purnama        | 4:10 |
| 9.  | Gadis Pentas      | Andy Liany          | 4:49 |
| 10. | Mimpi             | Elvira Anggoman     | 4:33 |